# Rahaph
Rahaph (nep. रहप) – gaun wikas samiti w zachodniej części Nepalu w strefie Seti w dystrykcie Achham. Według nepalskiego spisu powszechnego z 2011 roku liczył on 844 gospodarstwa domowe i 4557 mieszkańców (2309 kobiet i 2248 mężczyzn).